# Stanley Spencer

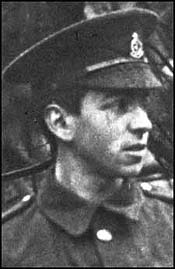
Stanley Spencer, tijdens de Eerste Wereldoorlog

Stanley Spencer (Cookham, Berkshire, 30 juni 1891 - Cliveden, Buckinghamshire, 14 december 1959) was een Brits kunstschilder. Hij is onder andere bekend van zijn oorlogsschilderijen van de Eerste Wereldoorlog.

## Biografische schets
Stanley Spencer werd in 1891 geboren als zesde van elf kinderen van de organist en muziekpedagoog William Spencer en zijn vrouw Anne. Tijdens zijn opleiding aan het Maidenhead Technical College kreeg hij van zijn tekenlerares Dorothy Bailey het advies zijn studie te vervolgen in Londen. Met behulp van een studiebeurs lukte het hem om zich in 1908 in te schrijven aan de Slade School of Fine Art. Daar kreeg hij onder meer les van Henry Tonks en leerde hij Paul Nash, David Bomberg, Mark Gertler, Christopher Nevinson, William Roberts en Phyllis Gardner kennen.

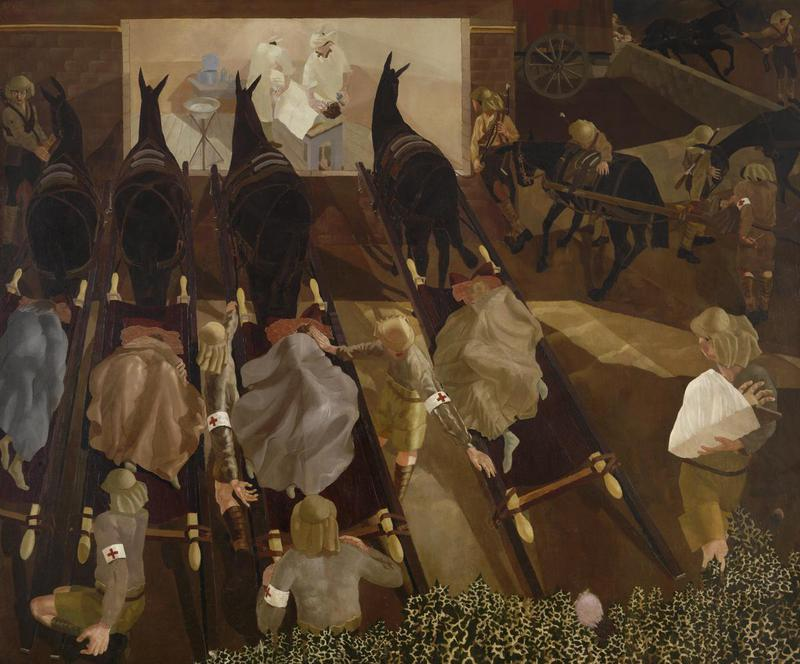
Veldhospitaal in Smol, Macedonië, september 1916 (1919)

Na zijn studie werd hij lid van de New English Art Club, waar hij onder anderen Duncan Grant leerde kennen. In 1912 won hij een aanmoedigingsprijs voor zijn schilderij De geboorte. Hoewel Spencer in zijn studententijd korte tijd lid was van de beweging "Neo-Primitives", bleef hij de rest van zijn leven een onafhankelijk schilder die zijn eigen stijl ontwikkelde. In veel van zijn werk is een religieuze tendens te bespeuren.
Bij het uitbreken van de Eerste Wereldoorlog meldde Spencer zich als vrijwilliger bij het Royal Army Medical Corps (RAMC), om niet aan de gewapende strijd te hoeven deelnemen. Hij deed onder andere dienst in Griekenland en Macedonië. In mei 1918 werd hij door de Britse regering gevraagd om een bijdrage te leveren aan de geplande Hall of Remembrance in het Imperial War Museum. In december 1918 mocht hij uit Macedonië terugkeren, omdat hij malaria had opgelopen. De regeringsopdracht voltooide hij pas in 1919.
In 1919 leerde hij de kunststudente Hilda Carline kennen, waarmee hij in 1925 trouwde. Het echtpaar kreeg twee dochters, Shirin en Unity. In 1937 scheidde het paar, waarna Spencer trouwde met de (lesbische) kunstenares Patricia Preece. Bij de wittebroodsweken, die het echtpaar in St. Ives doorbracht, was ook de geliefde van Preece, Dorothy Hepworth, aanwezig. Spencer en Preece leefden niet samen en scheidden al een jaar na het huwelijk. In de jaren 1940 had Spencer een driehoeksverhouding met het kunstenaarsechtpaar George en Daphne Charlton.

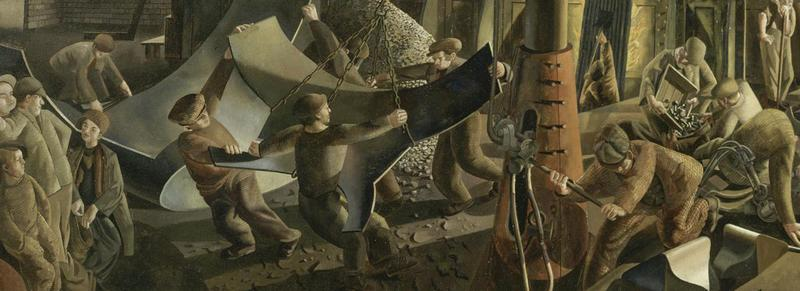
Scheepsbouwers aan de Clyde (1943)

Tijdens de Tweede Wereldoorlog werkte Spencer opnieuw als oorlogsschilder in opdracht van de regering. Zo schilderde hij onder andere de scheepswerven van Glasgow in oorlogstijd. In 1945 nam hij met zijn schilderij The Temptation of Saint Anthony deel aan de Bel Ami International Art Competition. Bekend uit die periode zijn ook de "verrijzenisschilderijen" (resurrection pictures) uit 1945–50. In 1950 ontving hij de hoge onderscheiding Orde van het Britse Rijk. In hetzelfde jaar werd hij opnieuw lid van de Royal Academy of Arts, nadat hij daar in 1935 was uitgetreden vanwege de weigering van zijn werk The Dustman voor de Summer Exhibition. In 1955 wijdde de Tate Gallery een retrospectieve aan de kunstenaar. In 1958 werd hij eredoctor van de University of Southampton. Drie dagen later werd hij in Buckingham Palace geridderd in de Orde van het Bad. Een jaar later overleed hij ten gevolge van kanker in het Canadian War Memorial Hospital in Cliveden.

## Stanley Spencer Gallery

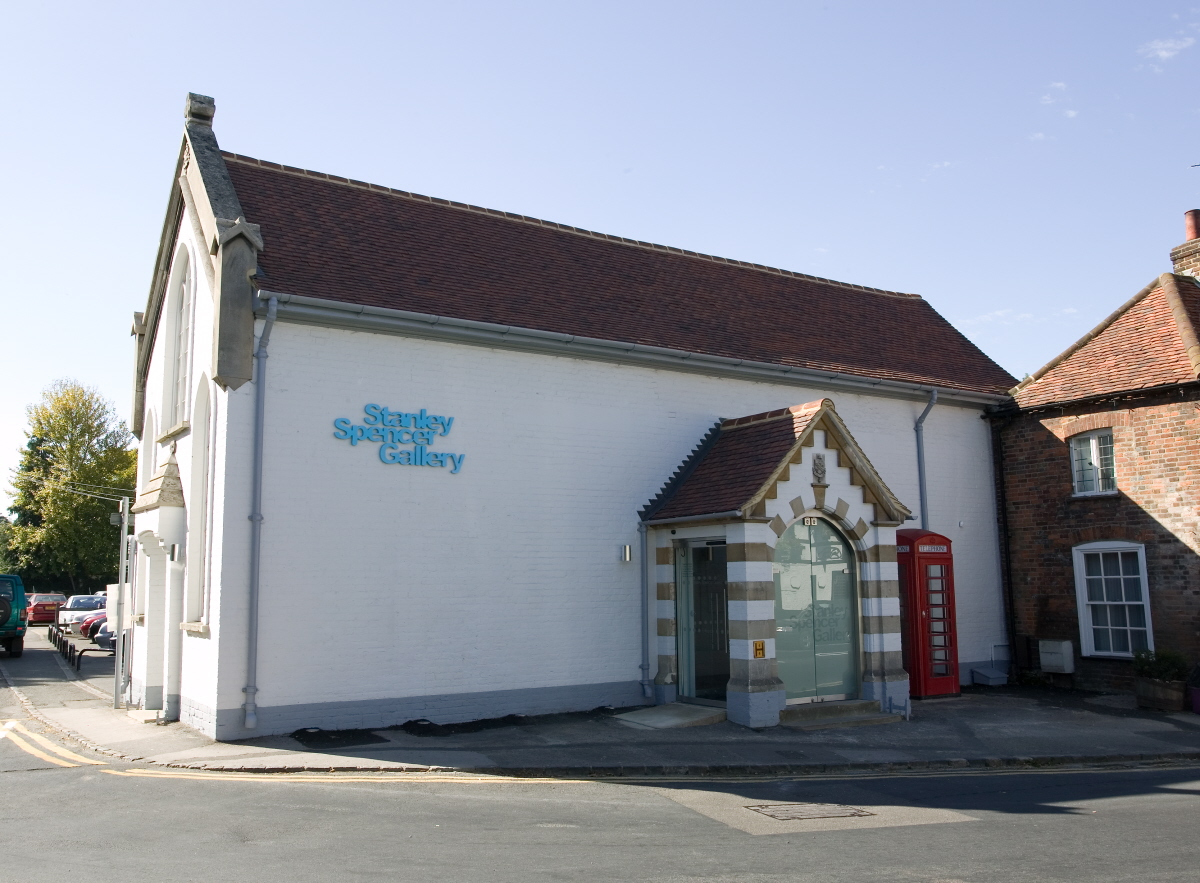
Stanley Spencer Gallery, Cookham

In 1962, drie jaar na zijn dood, werd in een voormalig kerkgebouw in Cookham de Stanley Spencer Gallery geopend, het enige museum in het Verenigd Koninkrijk dat zich met één kunstenaar bezighoudt. Te zien zijn kunstwerken van Spencer, persoonlijke brieven aan zijn vrouw Hilda en andere documenten en memorabilia.

## Selectie van werken
Werk van Stanley Spencer is in vele musea te zien, in het Verenigd Koninkrijk en daarbuiten. In Nederland is het Stedelijk Museum in Amsterdam in bezit van een zelfportret van Stanley Spencer.

### Verenigd Koninkrijk
- Tate Gallery, Londen:
  - Self-Portrait, 1914
  - Swan Upping at Cookham, 1915-19
  - The Bridge, 1920
  - The Sword of the Lord and of Gideon, 1921
  - The Resurrection, Cookham, 1924–27
  - Turkeys, 1925
  - The Red House. Wangford, 1926
  - Turk's Boatyard. Cookham, 1930
  - Rickets farm. Cookham dene, 1938
  - Daphne, 1940
- Imperial War Museum, Londen:
  - Travoys Arriving with Wounded at a Dressing-Station at Smol, Macedonia, September 1916, 1919
  - Shipbuilding on the Clyde: Bending the Keel Plate, 1943
- Stanley Spencer Gallery, Cookham:
  - Christ Overturning the money changers'table, 1921
  - Saint Veronica Unmasking Christ, 1921
- Worthing Art Gallery, Worthing:
  - The Furnace Man, 1945-50
- Fitzwilliam Museum, Cambridge:
  - Sarajevo, Bosnia, 1922
  - Self-Portrait, 1939
- Lady Margaret Hall (Lynda Grier Collection), Oxford:
  - Cookham Rise: Cottages, 1935-36
- Rugby Borough Council, Rugby:
  - Portrait of Richard Carline, 1923
- Warwick District Council, Art Gallery and Museum, Royal Leamington Spa:
  - Cookham Rise, 1938
- Birmingham Museum & Art Gallery, Birmingham:
  - Rock Garden. Cookham Dene, 1942
  - Marsh Meadows. Cookham, 1943
  - The Psychiatrist, 1945
- Nottingham Castle Museum and Art Gallery, Nottingham:
  - Landscape. Cookham Dene, 1939
- Ferens Art Gallery, Kingston upon Hull:
  - Greenhouse and Garden, 1937
  - Tree and Chicken Coops, Wangford
- Leeds Art Gallery, Leeds:
  - Gardens in the Pound. Cookham, 1936
  - Hilda, Unity and Dolls, 1937
  - The Sisters, 1940
- Rochdale Art Galleries, Rochdale:
  - Bellrope Meadow, 1936
- Walker Art Gallery, Liverpool:
  - Terry's Lane, Cookham, 1932
- Carlisle City Museum and Art Gallery, Carlisle:
  - Cookham,1914
- Aberdeen Art Gallery, Aberdeen:
  - Clipped Yews, 1935

### Elders
- Stedelijk Museum, Amsterdam:
  - Self-Portrait, 1936
- Tatham Art Gallery, Pietermaritzburg, Zuid-Afrika:
  - River Nareta, Mostar, 1922
- Beaverbrook Art Gallery, Fredericton, Canada:
  - Self-Portrait, 1944
- National Gallery of Canada, Ottawa, Canada:
  - Landscape with Magnolia. Odney club, 1938
  - Portrait of Miss Elizabeth Wimperis, 1939
- Art Gallery of Ontario, Toronto, Canada:
  - The Jubilee tree. Cookham, 1936
- Vancouver Art Gallery, Vancouver, Canada:
  - Alpine Landscape, 1933
- Santa Barbara Museum of Art, Santa Barbara, Verenigde Staten:
  - Oxfordshire Landscape, 1939
- Art Gallery of New South Wales, Sydney, Australië:
  - Cookham Look, 1935
  - Garden Stud, 1947
- Art Gallery of South Australia, Adelaide, Australië:
  - Garden View. Cookham Dene, 1938
  - Garden Scene. Port Glasgow, 1944
- Carrick Hill, Adelaide, Australië:
  - Zermatt, 1935
  - The Harbour. St Ives, 1937
  - Wet Morning. St Ives, 1937
  - From the Artist's Studio, 1938
- National Art Gallery of New Zealand, Wellington, Nieuw-Zeeland:
  - Joachim among the shepherds, 1913